# Gau de Múnic-Alta Baviera
El Gau de Múnic-Alta Baviera (Gau München-Oberbayern) va ser una divisió administrativa de l'Alemanya nazi de 1933 a 1945 al territori bavarès de l'Alta Baviera. Abans d'això, de 1930 a 1933, era la subdivisió regional del partit nazi en aquesta zona.
El sistema nazi de Gau (en plural Gaue) va ser establert originalment en una conferència del partit, el 22 de maig de 1926, per tal de millorar l'administració de l'estructura del partit. A partir de 1933, després de la presa de poder nazi, els Gaue va reemplaçar cada vegada més als estats alemanys com a subdivisions administratives a Alemanya.
Al capdavant de cada Gau es va situar un Gauleiter, una posició cada vegada més poderosa, especialment després de l'esclat de la Segona Guerra Mundial, amb poca interferència des de dalt. El Gauleiter local freqüentment ocupava càrrecs governamentals i de partit, i s'encarregava, entre altres coses, de la propaganda i la vigilància i, a partir de setembre de 1944, el Volkssturm i la defensa de la Gau.
El Gau de Múnic-Alta Baviera es va crear al 1930 amb la unió dels gaue de Gran Múnic (Gau Groß-München) i de l'Alta Baviera (Gau Oberbayern). En les primeres etapes, les fronteres i els líders d'aquests Gaue van fluir amb freqüència, principalment a causa de les lluites internes de poder.
Dins de tots els gaue, Múnic-Alta Baviera va reivindicar una posició elevada per a si mateixa. El motiu d'això és que Múnic era el lloc de naixement del "moviment nazi" (Hauptstadt der Bewegung - un títol que portava oficialment). El Gaue s'anomenà Traditionsgau München-Oberbayern per consolidar aquesta posició elevada. Dins del Gau de Múnic-Alta Baviera s'ubicava el camp de concentració de Dachau.
El Gau de Múnic-Alta Baviera va estar sota el lideratge d'Adolf Wagner que va mantenir fins a la seva mort el 1944. Posteriorment el lloc fou ocupat per Paul Giesler.

## Gauleiters

### Gau de l'Alta Baviera
- 1928-1930: Fritz Reinhardt

### Gau del Gran Múnic
- 1929-1930: Adolf Wagner

### Gau de Múnic-Alta Baviera
- 1930-1944: Adolf Wagner
- 1944-1945: Paul Giesler